# Cocostârcul
Cocostârcul este un film artistic de scurt metraj sovietic regizat de Valeriu Jereghi.

## Subiect
După cel de-al doilea război mondial, un viorist se întoarce în satul său de baștină și află că toți cei apropiați — inclusiv logodnica și părinții — au fost uciși. Viața acestuia nu mai are sens, până când în ea nu apare o femeie cu un copil, care îi readuc zâmbetul pe buze.

## Distribuție
- Margarita Terehova
- Mircea Soțchi-Voinicescu
- Andrei Kovzun
- Vasile Tăbîrță

## Premii
- „Mențiune pentru film cu subiect catolic” în cadrul Săptămânii internaționale a filmului de la Mannheim (1978)[1]